# Kin-ball
Ne doit pas être confondu avec Kimball (Tennessee).
Le Kin-Ball est un sport collectif qui se joue avec un gros ballon (1,22 m / 48") sur  terrain carré de 21 m x 21 m opposant trois équipes de quatre joueurs. Le but est qu'une équipe serve le ballon à l'une des deux équipes adverses de façon que cette dernière ne puisse pas le récupérer avant qu'il ne touche le sol.
Les règles du jeu ont été élaborées de manière à mettre l'accent sur le respect des autres joueurs et des arbitres, l'esprit d'équipe et l'implication permanente de tous les joueurs. Le jeu a été créé en 1987 au Québec, développé par la compagnie Omnikin, qui regroupait alors des éducateurs physiques d'universités québécoises.
Il existe une fédération internationale de kin-ball qui recense 3,8 millions de pratiquants essentiellement situés au Canada, aux États-Unis, au Japon, en Belgique, en France, en Suisse, au Danemark, en Espagne, en Allemagne et en Malaisie.

## Histoire
La compagnie québécoise, Omnikin, dont le nom est mot-valise composé de omni qui signifie tout, toujours, et du mot kin qui veut dire le mouvement, regroupait alors des éducateurs physiques d'universités québécoises. À l'origine, le ballon était utilisé dans différentes activités d'adresse, de coopération et de conditionnement physique. En 1985, le premier cours destiné aux enfants utilisant ce ballon est mis sur pied. Devant la popularité du programme, Mario Demers envisage d'inventer un sport autour de cette large sphère. Après plusieurs années de réflexions le projet mûrit et prend forme pour finalement donner naissance à ce qu'il décide de nommer le kin-ball (du mot grec kinesis qui veut dire mouvement). C'est en août 1987 que les règles de ce sport ont été fixées.
Le kin-ball est rapidement devenu un sport unique en son genre, caractérisé par la taille imposante ainsi que l'aspect ludique du ballon. Il se pratique aujourd'hui dans de nombreux pays à travers le monde, offrant une alternative passionnante aux activités sportives traditionnelles.
Le kin-ball est arrivé en France en 2001 grâce à un étudiant angevin et un éducateur sportif costarmoricain. En 2015 on compte environ 400 licenciés dans différents clubs dans des villes comme Angers, Nantes, Vannes, Paris, Rennes, Villeneuve d'Ascq, Montauban, Grenoble et Le Mans.
La 10e coupe du monde de Kin-Ball a lieu en France, aux Ponts-de-Cé dans la banlieue d'Angers (Maine-et-Loire), du 28 octobre au 2 novembre 2019,.

## Pratique du Kin-ball

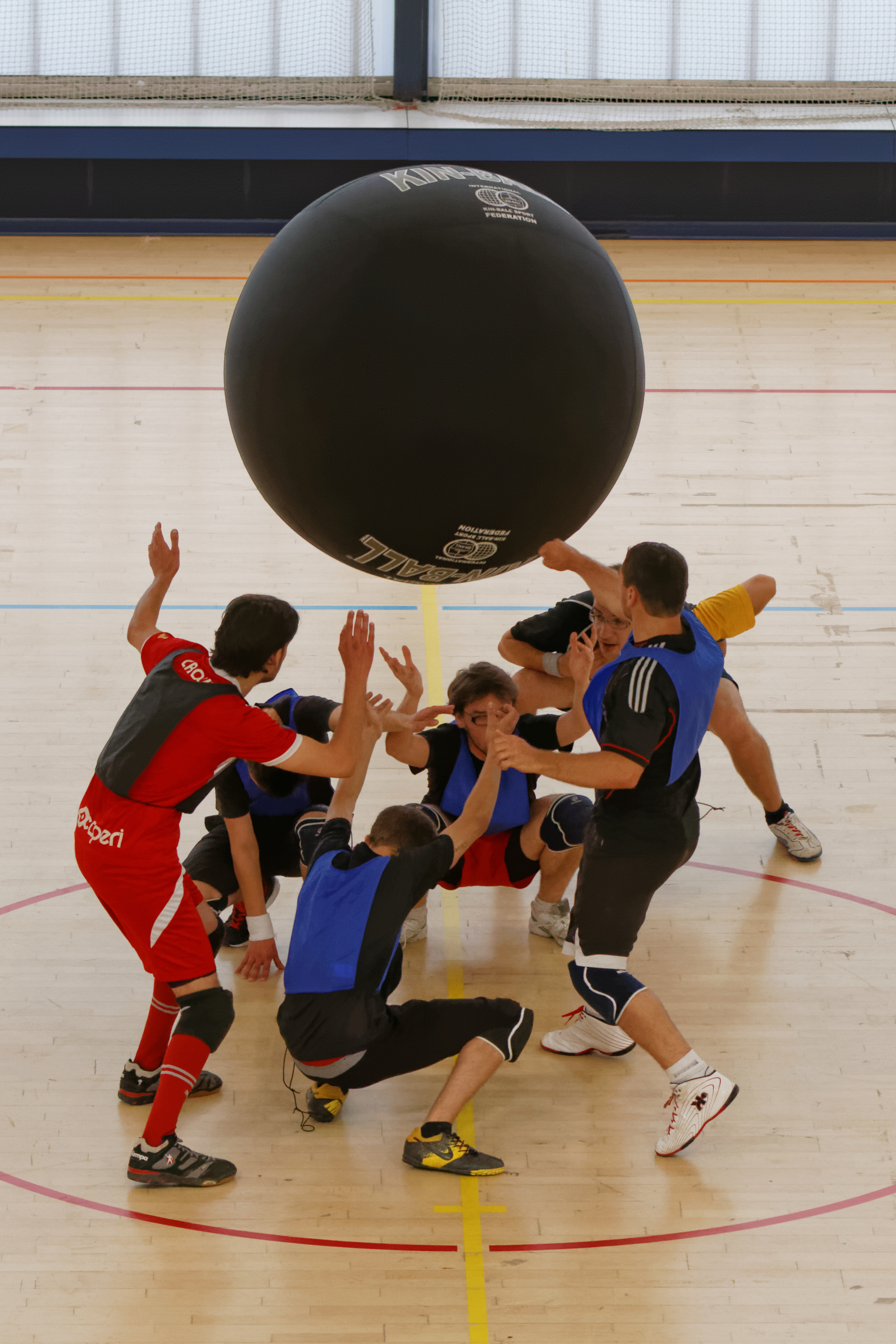
Pour jouer au kin-ball il faut un ballon adéquat (exemple lors de la de championnat de France de kin-ball 2013-2014).

### Le but du jeu
Le but est de servir le ballon à l’une des équipes adverses de façon que cette dernière ne puisse pas le récupérer avant qu’il ne touche le sol.
L’équipe qui a le ballon (que ce soit au service ou pendant le jeu) choisit une des équipes adverses (généralement celle qui a le plus de points) en l’appelant par sa couleur, précédé de « Omnikin ». Trois joueurs maintiennent le ballon afin que le quatrième puisse le frapper de façon ascendante ou horizontale vers un endroit stratégique, le plus handicapant possible pour l’équipe choisie. Au moment de la frappe, les quatre joueurs de l'équipe attaquante doivent être en contact avec le ballon. Les joueurs de l'équipe désignée doivent rattraper le ballon, avec n'importe quelle partie du corps, avant qu'il ne touche le sol. Si l'équipe désignée rattrape la balle, elle la relance à l'équipe de son choix.

### Les valeurs
- La coopération : ce sport véhicule l'esprit d'équipe et la coopération. La règle qui implique que tous les membres de l'équipe doivent toucher le ballon au moment de la frappe nécessite une très bonne entente.
- Le respect des autres : aucune forme de non-respect envers les joueurs, les arbitres, les juges ou les spectateurs n'est tolérée, cette pratique fait partie intégrante des règles. Le fair-play est une valeur fondamentale de ce jeu.
- L'accessibilité technique : ce jeu propose d'utiliser des techniques sportives simples et efficaces qui permettent de rendre le kin-ball accessible à tous (quels que soient les antécédents sportifs et les capacités physiques de la personne).

### Le matériel
Le jeu se pratique avec un ballon d'un diamètre de 1,22 mètre (4 pieds). Il est constitué d'une enveloppe synthétique et d'une vessie en caoutchouc. Une fois gonflé, il pèse entre 800 g et 1 kg.
Il est aussi nécessaire, pour chaque équipe de disposer de dossards de couleur pour chacun des joueurs. Les couleurs officielles sont le bleu, le gris et le noir. Anciennement le rose a également été utilisé.
L'arbitre est équipé d'un sifflet, d'un chronomètre, et de brassards correspondants aux couleurs des 3 équipes (gris, noir, bleu), et enfin d'un compteur spécifique pour le pointage des points, conçu pour noter simultanément le score de trois équipes.

### La durée d’un match

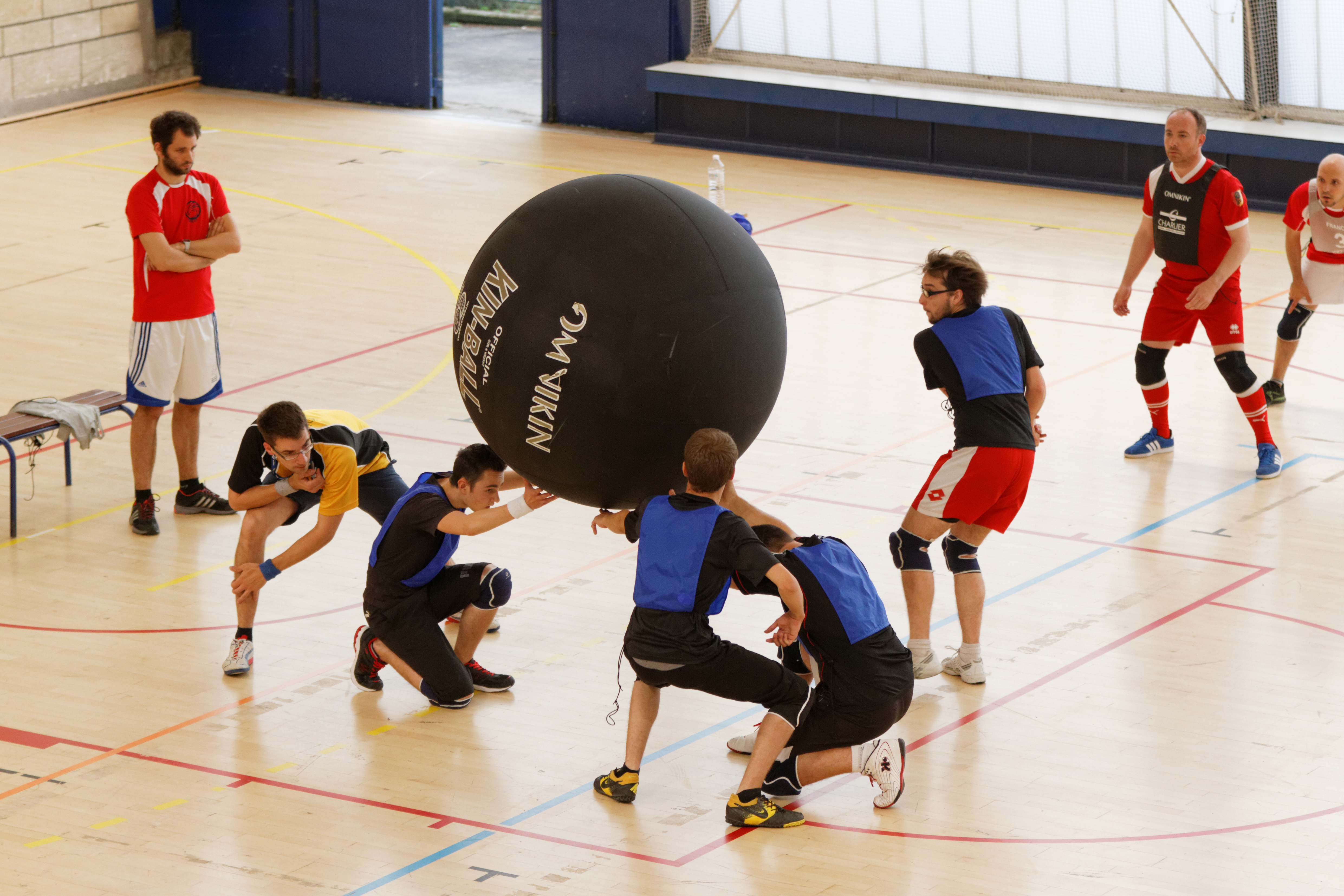
Match lors de la du championnat de France de kin-ball 2013-2014.

Un match se joue en 4 manches gagnantes. Les manches sont appelées « périodes ». Les matchs les plus serrés peuvent donc se jouer en 10 périodes.
La première équipe à 11 points remporte la période. Quand une équipe atteint 9 points, l'équipe ayant le moins de points à ce moment-là doit quitter le terrain, et laisser les deux autres terminer la période, jusqu'à 11 points.
Un temps de pause de 3 minutes est alloué entre chaque période.
Lorsqu’une des équipes remporte 4 périodes, l’équipe qui termine en second sera celle qui aura remporté le plus de périodes.
Le nombre de périodes gagnées sera compté en points dans le classement (exemple : 1 période gagnée = 1 point dans le classement). La première équipe qui gagne 4 périodes gagne donc 4 points plus 2 (pour avoir gagné) pour un total de 6 points.
Mise en jeu : la partie démarre au point central de la salle ou du gymnase sous l’impulsion de deux coups consécutifs de sifflet de l’arbitre.
Une fois le jeu démarré, les lancers doivent se faire dans les 10 secondes après qu'un joueur ait eu un contact avec le ballon. Seul un joueur frappe le ballon.
Remise en jeu : La remise en jeu se produit après qu’il y ait eu un arrêt de jeu signalé par l’arbitre. Elle s'effectue à l’endroit où a eu lieu la faute. L'arbitre montre le ballon de la main, siffle deux petits coups consécutifs et le jeu reprend.
Fin de partie ou de période : la fin de la partie ou de période est indiquée par le son du chronomètre et/ou le signal de l’arbitre. Le ballon est considéré comme « mort » dès qu'on entend le son du chronomètre et/ou le signal de l’arbitre.

### Les équipes

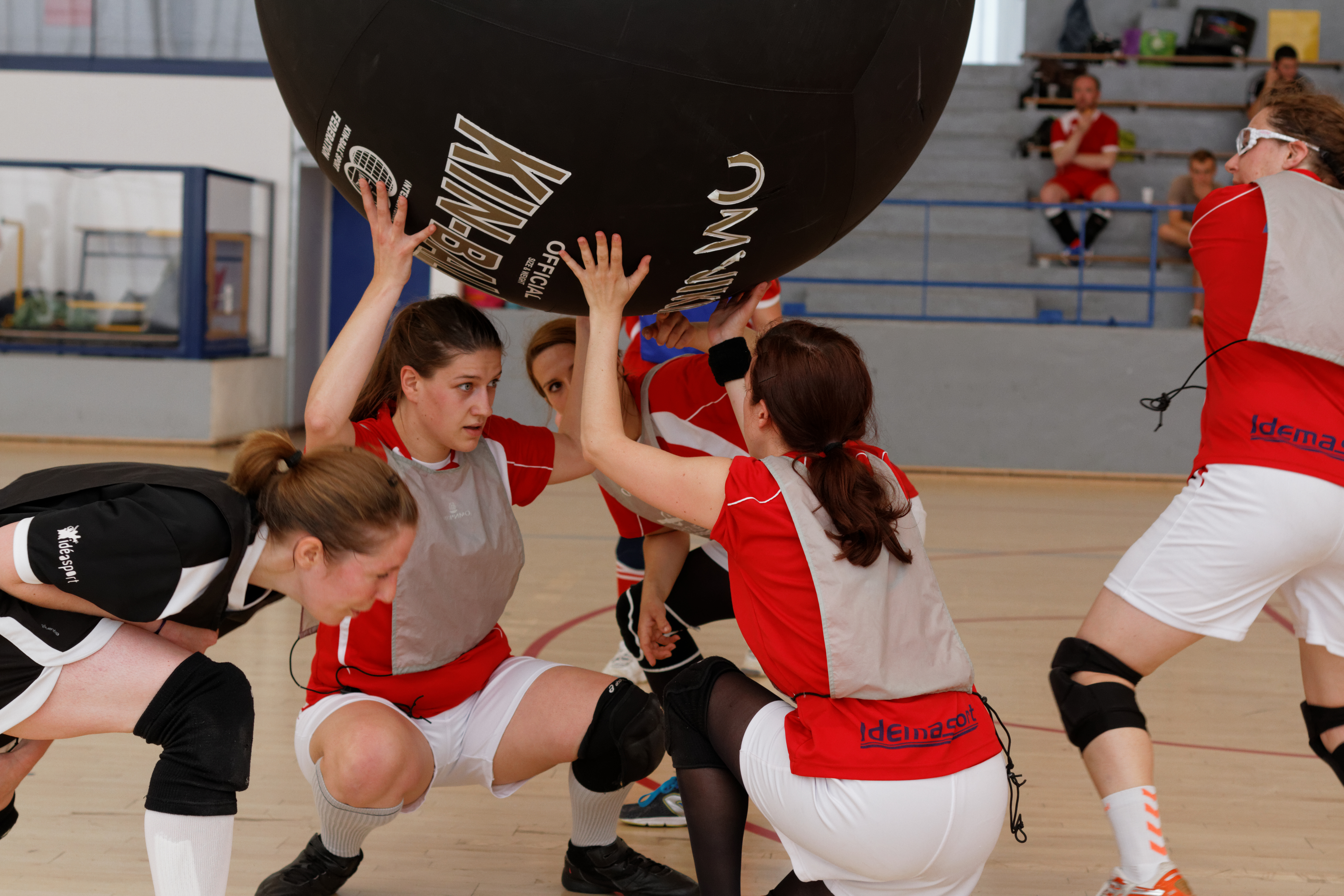
Équipe « grise » lors de la du championnat de France de kin-ball 2013-2014.

Trois équipes de 4 joueurs sont sur le terrain. Avec ses remplaçants, une équipe peut être constituée d'un maximum de 12 joueurs, plus un entraîneur, un assistant-entraîneur et un soigneur.
Pour distinguer les trois équipes, tous les joueurs d'une équipe doivent porter la même couleur de dossard. Au niveau international, les couleurs officielles sont le gris, le bleu et le noir.
Conduite sportive : les joueurs doivent avoir une conduite sportive respectueuse des autres joueurs, des arbitres, des juges mais aussi des spectateurs et d'eux-mêmes, sinon cela peut être sanctionné par l'arbitre.

### Le terrain
Le kin-ball se pratique en salle sur un terrain carré de 20 m x 20 m (ou 70 pi x 70 pi). La surface du terrain doit être dans une matière permettant de faire des glissades, par exemple le parquet.

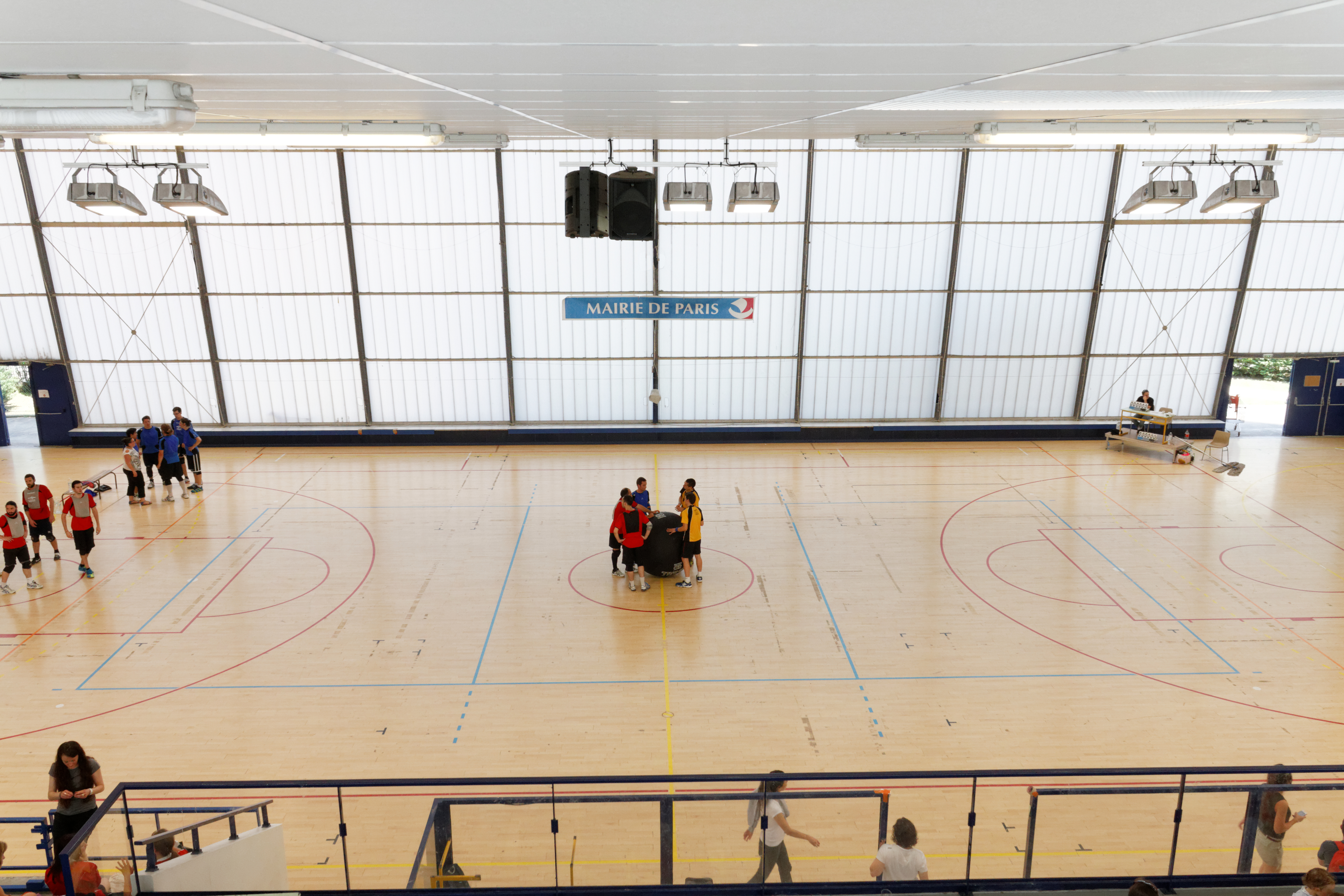
Terrain utilisé lors de la 20e journée du championnat de France de Kin-ball 2013-2014.
- Finales du championnat de Belgique 2017

## Les règles[7]

### Appellation de l'équipe
1. L'équipe qui est en possession du ballon doit appeler une des deux autres équipes pour qu'elle réceptionne le ballon après la frappe. L'appellation se fait en criant, on appelle l'équipe de la façon suivante: « Omnikin + la couleur de l'équipe appelée ». Le non-respect de cette consigne entraine une faute d'appellation.
2. Il est à noter qu'il est interdit d'appeler sa propre couleur, d'appeler en hésitant sur une des deux autres couleurs et de frapper le ballon avant d'avoir annoncé la couleur.
3. Lors du choix de l'équipe appelée pour respecter l'esprit du jeu (pour que le jeu soit équitable), il faut attaquer l'équipe qui a le plus de points. S'il y a égalité ou qu'une équipe a 9 points le choix est libre.

### Acceptation du lancer

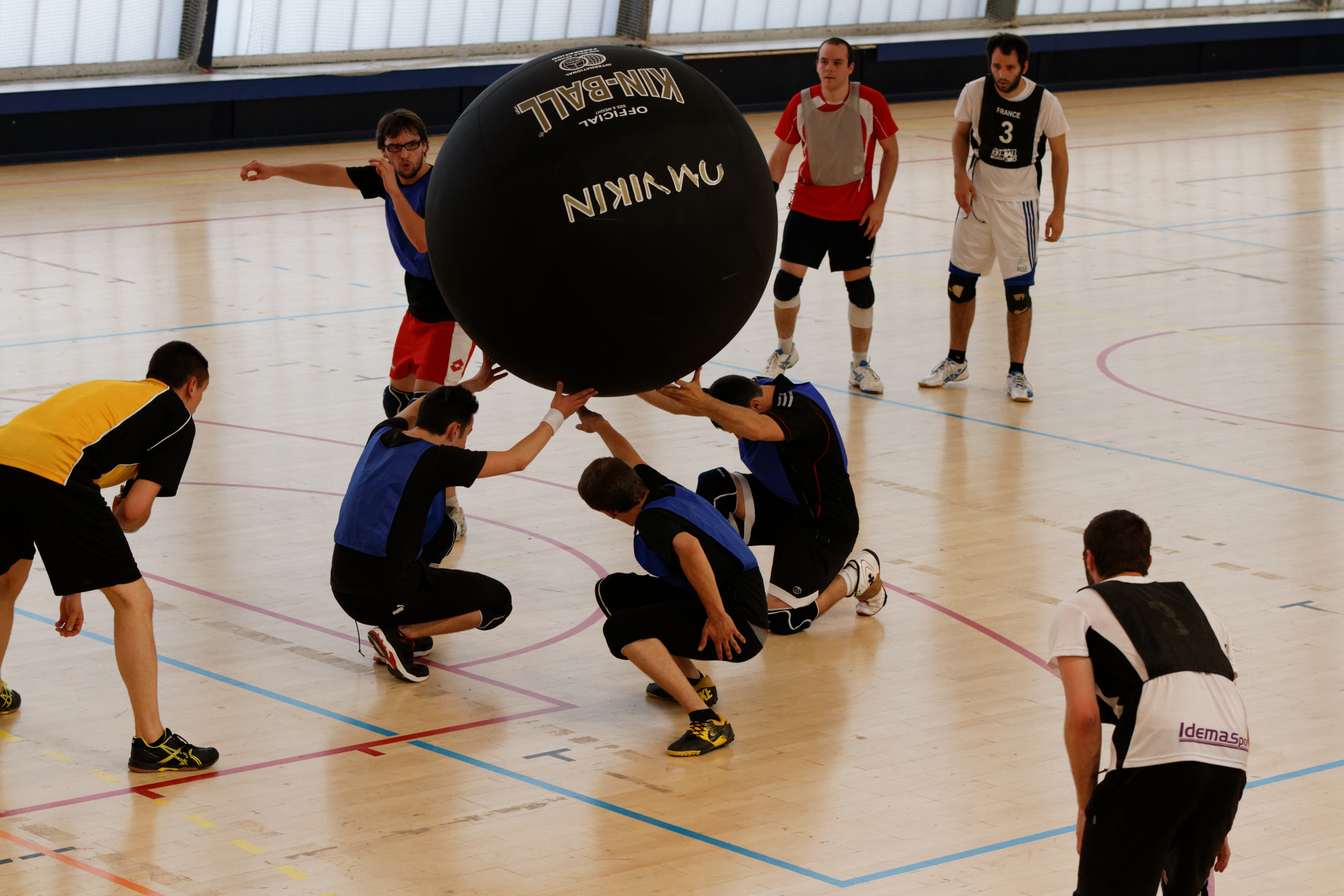
Lancer de l'équipe bleue lors de la du championnat de France de kin-ball 2013-2014.

1. Le ballon peut être frappé ou poussé avec n’importe quelle partie du corps en haut des hanches.
2. Les quatre joueurs de la cellule en jeu doivent avoir un contact corporel avec le ballon au moment du lancer. L’arbitre signalera une faute (manque de contact) si, lors du lancer, cette condition n’est pas respectée.
3. Modification de la trajectoire du lancer : si la trajectoire du ballon est modifiée c’est-à-dire quand la ligne parcourue par le ballon est brisée par une partie du corps (dos, tête ou autre) d’un joueur de la cellule offensive après que le lancer ait été effectué, l’arbitre signalera une faute pour manque de contact étant donné que lors du dernier contact au ballon, les quatre joueurs n’avaient pas de contact corporel avec celui-ci.
4. L’équipe offensive doit avoir démontré l’intention de lancer le ballon à une autre équipe lorsque les quatre joueurs de la cellule en jeu se trouvent à proximité du ballon. Cas particulier : Dans le cas où l’arbitre juge qu’une équipe a démontré l’intention de lancer le ballon à une autre équipe et qu’un ou des joueur(s) de l’équipe à l’offensive a omis de prendre contact avec le ballon au moment du lancer, l’arbitre sifflera une faute (manque de contact).
5. La durée écoulée entre le premier contact avec le ballon et le lancer ne doit dépasser 10 secondes, sinon c'est une faute de temps.
6. Distance minimale que le ballon doit parcourir : le ballon doit libérer au minimum 1,83 mètre (6 pieds) au sol. C’est-à-dire qu'il doit être possible de placer une fois et demi le diamètre du ballon (1,83 mètre ou 6 pieds) au sol entre l'emplacement de départ du ballon et son emplacement d'arrivée.
7. La pente descendante est considérée comme un lancer dont le ballon part du haut et est directement dirigé au sol sans faire aucune distance à l’horizontale. Cas particulier : Si un lancer produit une pente descendante et qu’un joueur d’une équipe non nommée est touché en premier par le ballon, une des possibilités suivantes se produit : il y aura obstruction involontaire et reprise de jeu si la trajectoire du ballon est modifiée, il y aura pente descendante si la trajectoire du ballon n’est pas modifiée, il y aura obstruction volontaire si le joueur n’a pas tenté l’effort maximum pour éviter d’être touché par le ballon.
8. Un même joueur ne peut pas lancer deux fois de suite à l’intérieur de la même période s'il a déjà effectué un lancer.
9. Le lancer doit se faire à l’intérieur des limites de la surface de jeu. Exception : dans le cas où une ligne délimite la surface de jeu, la prise d’élan initiale pour exécuter un lancer peut se faire à l’extérieur des limites de jeu. Dans ce cas une partie du corps de chacun des membres de la cellule en jeu doit être à l’intérieur et en contact avec la surface de jeu lors du contact avec le ballon.

### Les fautes[7]
1. Lorsqu’une faute est commise, l’arbitre siffle une fois et arrête le jeu. L’arbitre replace le ballon à l’endroit où la faute a été commise, siffle deux fois et le jeu recommence.
2. Faute de conduite antisportive : les joueurs doivent respecter une conduite sportive respectueuse envers les autres joueurs, les arbitres, les juges mais aussi les spectateurs. En cas de manquement à cette règle, l'équipe ayant fait la faute encours une sanction d'une pénalité d'un point en plus du point donné aux équipes adverses.
3. Faute de contact : aucun contact physique n'est autorisé entre les joueurs.
4. Faute d'obstruction ou gène volontaire : le ballon touche un joueur de l'équipe non appelée.
5. Faute de tenue : le ballon doit être récupéré et contrôlé par un joueur avec n'importe quelle partie de son corps sans être retenu avec ses bras.
6. Faute de temps : la durée entre le premier contact entre le ballon et un joueur ne doit dépasser 10 secondes.
7. Faute de frappe : il est interdit pour un joueur de frapper le ballon (« le lancer ») deux fois de suite.
8. Faute de marcher type 1 : se déplacer avec le ballon est autorisé si celle-ci est portée par un ou deux joueurs maximum.
9. Faute de marcher type 2 : lorsque le ballon est gelé (lorsque trois joueurs de l'équipe ont été en contact avec le ballon) les joueurs ne doivent plus déplacer le ballon, s'il est contrôlé.
10. Faute d’appellation : il faut respecter les règles d'appellation.
11. Faute de sortie du terrain : le ballon peut être joué à l'extérieur du terrain s'il a été frappé à l'intérieur mais il doit ne doit pas toucher le sol en dehors du terrain.

### Attribution des points

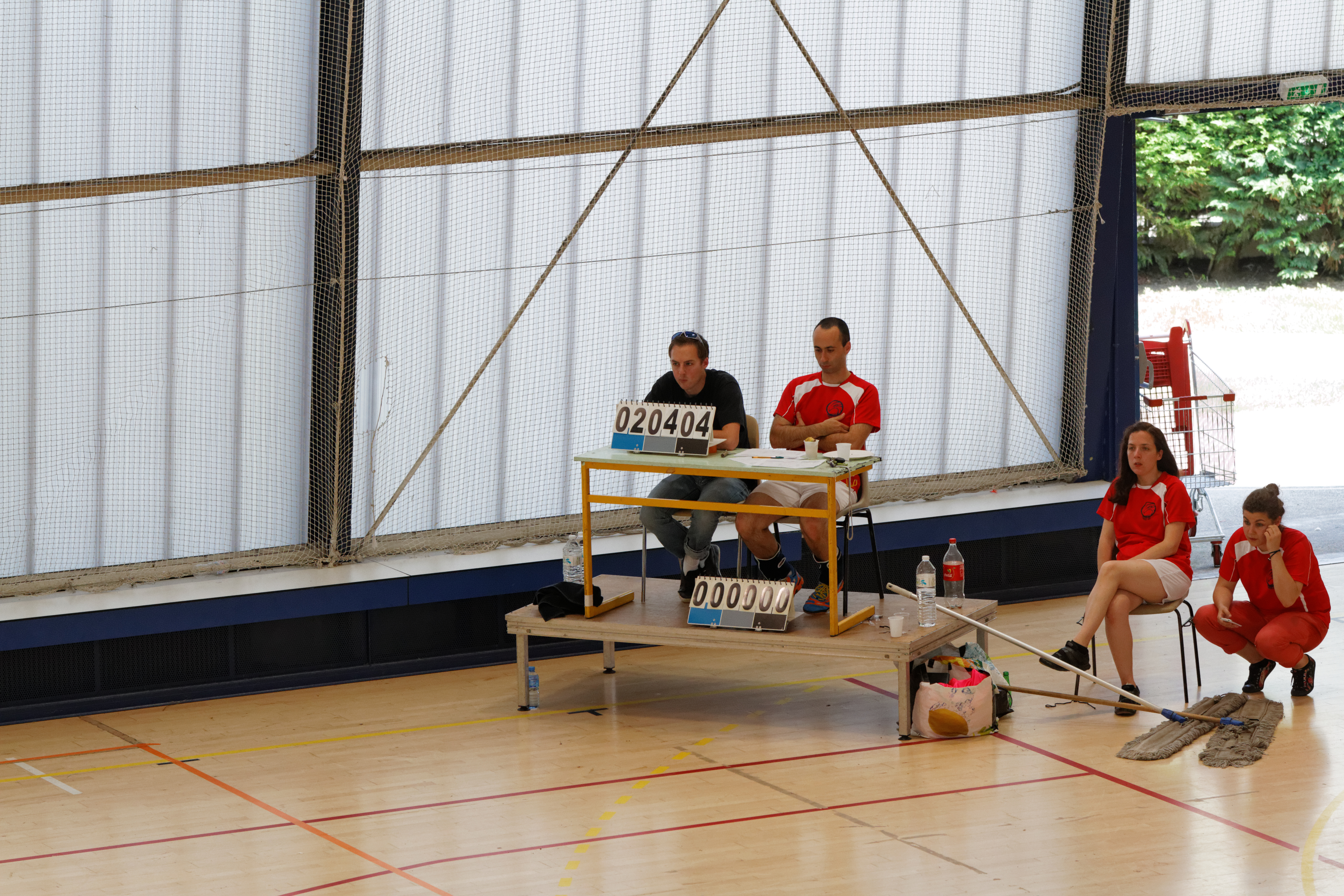
Stand des juges et comptage des points lors de la du championnat de France de Kin-ball 2013-2014.

- Si une équipe n’arrive pas à empêcher le ballon de toucher le sol, le point va aux autres équipes.

- Lorsqu'une faute est commise lors du lancer ou de la réception, les équipes non fautives marquent chacune un point.

- Formule 3 de 7

Lorsqu'une équipe arrive à 11 points, un arrêt de jeu est sifflé. L'équipe ayant le moins de point est retiré du terrain pour que les deux autres équipes s'affrontent. L'équipe qui atteindra les 13 points gagne cette période. Pour gagner le match une équipe doit gagner 3 périodes. Au début de chaque période, le pointage est remis à 0 pour les trois équipes.
- Seconde place

Lorsqu’une des équipes remporte 3 périodes, l’équipe qui termine en second sera celle qui aura remporté le plus de périodes. Si les deux autres équipes ont remporté le même nombre de période, il y aura prolongation de 5 points pour déterminer laquelle termine deuxième.

## Compétitions internationales

### Coupe du monde de kin-ball
Les résultats des championnats du monde

#### Masculin
| Année | Ville             | Médaille d'or | Médaille d'argent | Médaille de bronze |  |
| ----- | ----------------- | ------------- | ----------------- | ------------------ |  |
| 2001  | Québec            | Canada        | Japon             | Belgique           |  |
| 2002  | Québec            | Canada        | Japon             | France             |  |
| 2005  | Ans               | Canada        | Japon             | France             |  |
| 2007  | Bilbao            | Canada        | Japon             | France             |  |
| 2009  | Trois-Rivières    | Canada        | Belgique          | Japon              |  |
| 2011  | Nantes            | Canada        | Japon             | France             |  |
| 2013  | Pepinster         | Canada        | Japon             | Belgique           |  |
| 2015  | Torrejón de Ardoz | Japon         | France            | République Tchèque |  |
| 2017  | Tokyo             | Canada        | Japon             | République Tchèque |  |
| 2019  | Les Ponts de Cé   | Canada        | France            | Japon              |  |
| 2024  | Osan              | Japon         | Canada            | Belgique           |  |

#### Féminin
| Année | Ville             | Médaille d'or | Médaille d'argent  | Médaille de bronze |
| ----- | ----------------- | ------------- | ------------------ | ------------------ |
| 2001  | Québec            | Canada        | Japon              | Belgique           |
| 2002  | Québec            | Canada        | Japon              | France             |
| 2005  | Ans               | Canada        | Japon              | France             |
| 2007  | Bilbao            | Canada        | Japon              | France             |
| 2009  | Trois-Rivières    | Canada        | France             | Japon              |
| 2011  | Nantes            | Canada        | Japon              | Suisse             |
| 2013  | Pepinster         | Canada        | Japon              | Belgique           |
| 2015  | Torrejón de Ardoz | Canada        | Japon              | France             |
| 2017  | Tokyo             | Canada        | Japon              | France             |
| 2019  | Les Ponts de Cé   | Canada        | République Tchèque | Japon              |
| 2024  | Osan              | Canada        | Japon              | Belgique           |

### Championnats d'Europe de kin-ball

#### Masculin
| Année | Ville             | Médaille d'or | Médaille d'argent      | Médaille de bronze   |
| ----- | ----------------- | ------------- | ---------------------- | -------------------- |
| 2003  | Angers            | Belgique      | France - Pays de Loire | France - Pays breton |
| 2008  | Saarlouis         | Belgique      | Espagne                | France               |
| 2010  | Villeneuve-d'Ascq | France        | Belgique               | Espagne              |
| 2012  | Neuchâtel         | Belgique      | Suisse                 | France               |
| 2014  | Hradec Králové    | Belgique      | Suisse                 | France               |
| 2018  | Trnava            | France        | République Tchèque     | Belgique             |
| 2023  | Jaén              | Belgique      | France                 | Espagne              |

#### Féminin
| Année | Ville             | Médaille d'or | Médaille d'argent      | Médaille de bronze   |
| ----- | ----------------- | ------------- | ---------------------- | -------------------- |
| 2003  | Angers            | Belgique      | France - Pays de Loire | France - Pays breton |
| 2008  | Saarlouis         | France        | Allemagne              | Belgique             |
| 2010  | Villeneuve-d'Ascq | Belgique      | France                 | Espagne              |
| 2012  | Neuchâtel         | France        | Belgique               | Suisse               |
| 2014  | Hradec Králové    | Belgique      | France                 | Suisse               |
| 2018  | Trnava            | Belgique      | France                 | République Tchèque   |
| 2023  | Jaén              | Belgique      | République Tchèque     | France               |

### Coupe du monde des clubs

#### Mixte (pro)
| Année | Ville             |  | Médaille d'or  | Médaille d'argent   | Médaille de bronze  |
| ----- | ----------------- |  | -------------- | ------------------- | ------------------- |
| 2015  | Torrejón de Ardoz |  | Montreal Shore | Rebels              | Dragons de Montréal |
| 2016  | Pardubice         |  | Mirage         | ADKCB               | Pardubice           |
| 2017  | Tokyo             |  | Aurora         | USP                 | Jackin et Michelle  |
| 2018  | Trnava            |  | Akatsuki       | Pardubice           | KCB                 |
| 2019  | Les Ponts de Cé   |  | Budo A         | L'Envolée de Castor | Pardubice           |
| 2024  | Osan              |  | Leve Sawyer    | LISA                | IBU with AURORA     |

#### Mixte (amateur)
| Année | Ville             | Médaille d'or     | Médaille d'argent     | Médaille de bronze |
| ----- | ----------------- | ----------------- | --------------------- | ------------------ |
| 2015  | Torrejón de Ardoz | International Mix | Kin-Ball Pardubice    | Kin-Ball Gweened   |
| 2017  | Tokyo             | IBU B             | Tokyo Omny Land       | team1970           |
| 2018  | Trnava            | Thunder KCB       | Yanbian University    | Panthères          |
| 2019  | Les Ponts de Cé   | Les Cavaliers     | Les Coureurs des Bois | Melkin Potes       |
| 2024  | Osan              | PumpKins          | Scorpions Bratislava  | SUNNY              |

### Coupe d'Europe des clubs

#### Mixte
| Année | Ville          | Médaille d'or                  | Médaille d'argent | Médaille de bronze |
| ----- | -------------- | ------------------------------ | ----------------- | ------------------ |
| 2013  | Porto          | Les Elephandas (Nantes/Angers) | Neuchatel         | Housse             |
| 2014  | Hradec Králové | Triquetra K Team               | Les Sacrifiés     | KBAR               |